# La Vaupalière
La Vaupalière ist eine französische Gemeinde mit 1.214 Einwohnern (Stand: 1. Januar 2022) im Département Seine-Maritime in der Region Normandie. Sie gehört zum Arrondissement Rouen und zum Kanton Notre-Dame-de-Bondeville.

## Geographie
La Vaupalière liegt etwa neun Kilometer nordwestlich von Rouen in der Rouënnais. Umgeben wird La Vaupalière von den Nachbargemeinden Roumare im Norden und Nordwesten, Saint-Jean-du-Cardonnay im Norden und Nordosten, Maromme im Osten, Canteleu im Südosten, Montigny im Süden sowie Hénouville im Westen.
Die Autoroute A150 führt durch die Gemeinde.

## Einwohnerentwicklung
| 1962                      | 1968 | 1975 | 1982 | 1990 | 1999 | 2006 | 2013 |
| ------------------------- | ---- | ---- | ---- | ---- | ---- | ---- | ---- |
| 512                       | 555  | 668  | 845  | 902  | 1026 | 996  | 948  |
| Quelle: Cassini und INSEE |      |      |      |      |      |      |      |

## Sehenswürdigkeiten
- Kirche Saint-Léonard aus dem 16. Jahrhundert

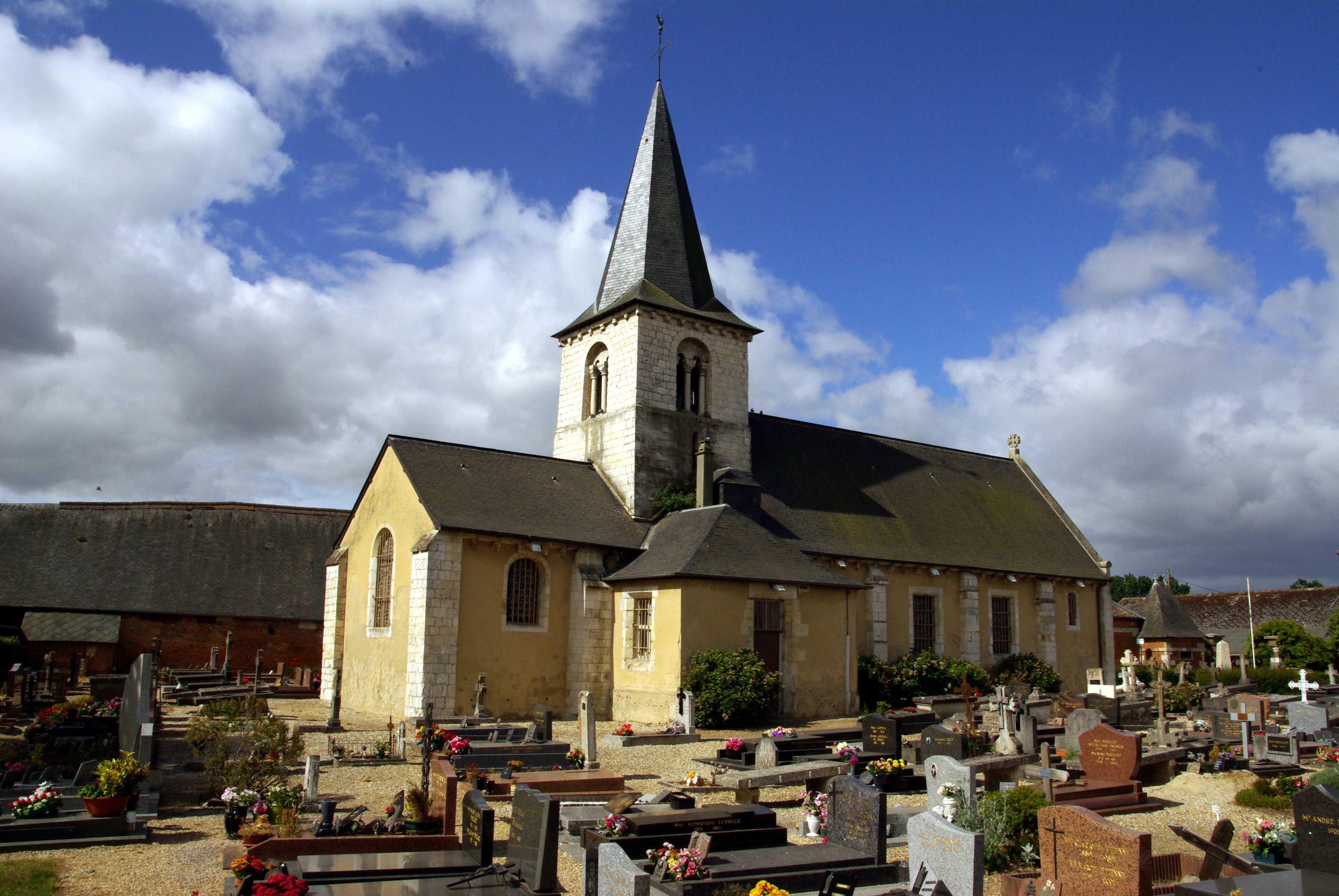
Kirche Saint-Léonard

## Persönlichkeiten
- Auguste Le Prévost (1787–1859), Archäologe
- Pierre Bérégovoy (1925–1993), Politiker (PS), Premierminister (1992/1993), Lehrer in La Vaupalière